# ГЕС Баїтун
ГЕС Baitun (ісп. Баїтун) — гідроелектростанція на заході Панами в провінції Чирикі. Знаходячись між ГЕС Бахо-де-Міна (вище по течії) та ГЕС Бахо-Фріо, входить до складу каскаду на річці Chiriqui Viejo, котра тече неподалік кордону з Коста-Рикою до впадіння у Тихий океан за три десятки кілометрів на захід від столиці названої провінції міста Давид.
В межах проекту Chiriqui Viejo перекрили греблею із ущільненого котком бетону висотою 52 метри яка потребувала 145 тис. м3 матеріалу. Від неї під правобережним гірським масивом прокладено підвідний дериваційний тунель довжиною 5,9 км з діаметром 6 метрів. Також в системі функціонує верхній балансувальний резервуар шахтного типу висотою 60 метрів з діаметром 14,5 метра.
Наземний машинний зал обладнали двома турбінами типу Френсіс потужністю по 44,3 МВт, які при чистому напорі у 130 метрів повинні забезпечувати виробництво 408 млн кВт-год електроенергії на рік.
Відпрацьована вода повертається у Chiriqui Viejo.
Видача продукції здійснюється по ЛЕП, розрахованій на роботу під напругою 115 кВ.